# Google Play
A Google Play (korábban: Android Market, gyakran csak Play Áruház) a Google digitális tartalomszolgáltatása, amely magában foglal egy online boltot, melyben zenék, filmek, könyvek, Android eszközökre írt játékok és más alkalmazások találhatók, valamint egy, a felhőben futó médialejátszót. A szolgáltatás elérhető a weben, a hozzá írt androidos alkalmazással vagy a Google TV-n keresztül. Vásárlás után a megvásárolt tartalom azonnal hozzáférhető az összes birtokolt eszközön.

## Története
A Google az Android Marketet 2008. október 22-én indította el. 2012. március 6-án Google Play márkanév alatt egyesítették az Android Market-et, a Google Music-ot és a Google eBookstore áruházat, jelölve egy változást a digitális disztribúciós stratégiájában.

## Alkalmazások

A Google Play elérhetősége világszerte

2009. március 17-én 2300 alkalmazás volt elérhető az Android Marketen Cole Brodman szerint. 2011. május 10-én a Google bejelentette, hogy az alkalmazások száma elérte a kétszázezret. 2017-re a Google Play-en több, mint 3,5 millió Android-alkalmazás volt elérhető.

### Fizetős alkalmazások
2011. májusa óta 131 ország felhasználója vásárolhat fizetős alkalmazásokat a Marketen, köztük Magyarország is.

### Play Pass

A Google Play Pass globális elérhetősége

2019. szeptember 23-án a Google elindította a Google Play Pass játék és alkalmazás-előfizetési szolgáltatását az Egyesült Államokban.

## Fordítás
- Ez a szócikk részben vagy egészben  a   Google Play című angol Wikipédia-szócikk fordításán alapul.  Az eredeti cikk szerkesztőit annak laptörténete sorolja fel. Ez a jelzés csupán a megfogalmazás eredetét és a szerzői jogokat jelzi, nem szolgál a cikkben szereplő információk forrásmegjelöléseként.